# Timia apicalis
Timia apicalis är en tvåvingeart som beskrevs av Christian Rudolph Wilhelm Wiedemann 1824. Timia apicalis ingår i släktet Timia och familjen fläckflugor.
Artens utbredningsområde är Portugal. Inga underarter finns listade i Catalogue of Life.